# Austrolycopodium
Austrolycopodium, biljni rod paprati u porodici Lycopodiaceae smješten u potporodicu Lycopodioideae. Postoji 7 vrsta rasprostranjenih po umjerenoj južnoj hemisferi, uglavnom cirkumantarktika, 1 vrsta u tropskoj Africi. 

## Vrste
1. Austrolycopodium aberdaricum (Chiov.) Holub
2. Austrolycopodium alboffii (Rolleri) Holub
3. Austrolycopodium confertum (Willd.) Holub
4. Austrolycopodium erectum (Phil.) Holub
5. Austrolycopodium fastigiatum (R. Br.) Holub
6. Austrolycopodium magellanicum (P. Beauv.) Holub
7. Austrolycopodium paniculatum (Desv. ex Poir.) Holub